# G&L Musical Instruments
G&L Musical Instruments — американская компания по разработке и производству гитар, основанная Лео Фендером, Джорджем Фуллертоном и Дэйлом Хаяттом в конце 1970-х годов.
Инструменты G&L похожи на классические Fender, но с некоторыми современными инновациями. Они производятся на том же предприятии на Фендер авеню в Фуллертоне, штат Калифорния, на котором производились инструменты Music Man ранних серий. Инструменты G&L не широко распространены, но высоко ценятся многими музыкантами и коллекционерами.

## История компании
Фендер продал созданную им одноимённую компанию в 1965. В семидесятые он разрабатывает инструменты для Music Man. Когда отношения с этой компанией испортились, был создан G&L, чтобы продолжать свою деятельность независимо от неё. Название G&L происходит от инициалов George (Fullerton) и Leo (Fender).

## Инновации
Вся фурнитура и звукосниматели были разработаны Лео Фендером и Джорджем Фуллертоном специально для инструментов G&L:
- Звукосниматели MFD (Magnetic Field Design) состоят из керамического магнита и шести металлических сердечников, каждый из которых регулируется по высоте, давая возможность индивидуально регулировать громкость каждой струны.
- Система тремоло "Dual-Fulcrum Vibrato" на двух болтах, более стабильная, чем 6-болтовые модели.
- Бридж "Saddle-Lock bridge" с болтом, зажимающим сёдла бриджа. Сам бридж массивен и уходит глубоко в корпус гитары. Как результат — улучшенный резонанс и сустейн инструментов.